# Hans Albrecht Bethe
Hans Albrecht Bethe (Strasbourg, 2. srpnja 1906. – Ithaca (New York), 6. ožujka 2005.), njemačko-američki fizičar. Predavao na sveučilištima u Njemačkoj, Engleskoj i SAD-u (od 1935.). Radio u Institutu za atomsko istraživanje u Los Alamosu u SAD-u (od 1943. do 1946.). Došao do niza važnih teorijskih otkrića o atomskim procesima odgovornima za svojstva tvari i sila koje određuju strukturu atomskih jezgara. Izveo jednadžbu za gustoću nuklearnih stanja, koja je važna u teoriji nuklearnih reakcija. Otkrio (1938.) ciklus termonuklearnih pretvorbi (Betheov ciklus). Također je istraživao elektronske gustoće u kristalima, uređena i neuređena stanja slitina, operacijske uvjete nuklearnih reaktora, ionizacijske procese i detekciju podzemnih nuklearnih eksplozija na osnovi seizmograma. Dobio Nobelovu nagradu za fiziku 1967. za teorijsko objašnjenje stvaranja energije nuklearnim procesima u zvijezdama. Zauzimao se za jačanje društvene odgovornosti znanosti, poglavito nakon bacanja atomskih bombi na Hirošimu i Nagasaki, u konstrukciji kojih je imao značajnu ulogu. Bio je jedan od najutjecajnijih teorijskih fizičara dvadesetog stoljeća. Njegovi rani izračuni u kvantnoj teoriji polja pomogli su u početku R. Feynmanu, S. Tomonagi i J. S. Schwingeru da izgrade metode za renormalizaciju u kvantnoj teoriji polja, preciznije u kvantnoj elektrodinamici. Jedan je od sudionika projekta Manhattan. Bethe je bio fizičar širokih znanja, vrlo vješt u izračunima od fizike kondenzirane materije, preko atomske i nuklearne fizike sve do fizike elementarnih čestica. Govorilo se poslovično, da ako eksperimentalni fizičari dođu do bilo kakvog vrlo preciznog mjerenja, Bethe će već naći način da napravi teorijski model iste preciznosti, što je u više navrata potvrdio.
Po njemu je nazvana Bethe-Blochova formula.

## Nuklearna fuzija
Oslobađanje nuklearne energije ne vrši se samo nuklearnom fisijom, to jest cijepanjem atoma, nego i nuklearnom fuzijom, to jest sjedinjavanjem atomskih jezgara. Nuklearna fuzija je proces koji se stalno zbiva na Suncu. Njegova energija nije ništa drugo nego nuklearna energija koja nastaje sjedinjavanjem dvaju protona (dva atoma vodika) u helij. 
Spektralnom analizom je utvrđeno da na Suncu postoje svi laki kemijski elementi, a naročito vodik i helij. Kako u unutrašnjosti Sunca postoji temperatura od oko 20 milijuna stupnjeva Celzijusa (°C), to su kod tako visoke temperature svi atomi potpuno ionizirani, to jest lišeni svojih elektrona. Znači da kod ove visoke temperature postoje na Suncu čisti protoni, to jest jezgre atoma vodika, i da imaju veliku brzinu, a time i kinetičku energiju. Iako između protona postoje odbojne sile jer imaju pozitivne naboje, ipak se oni, zbog svoje velike brzine, sjedinjavaju, pa dolazi do nuklearne fuzije i nastaju atomi helija. Pri tom se oslobodi velika količina nuklearne energije na račun gubitka (defekta) mase. Naime, atomska masa helija je 4,003 86, dok je zbroj dviju atomskih masa protona i dviju atomskih masa neutrona 2∙1,008 13 + 2∙1,008 94 = 4,034 14. Razlika tih masa 4,034 14 - 4,003 86 = 0,030 28 je gubitak mase koji se oslobodio u obliku energije. Takva energija koja nastaje fuzijom nukleona u jezgru nekog kemijskog elementa zove se nuklearna energija vezanja i ona u tom slučaju iznosi:
{\displaystyle E=\mathrm {0,030\,28\cdot 931\,MeV} =\mathrm {28,8\,MeV} }
Dakle, kod svakog stvaranja helijeve jezgre nastaje energija od 28,8 MeV. Na račun tog nuklearnog procesa stvara se velika količina Sunčeve energije koju Sunce isijava u prostor, a da se pri tom ne hladi. Nuklearna fuzija može se vršiti samo kod visoke temperature, pa se zato takav proces zove termonuklearna reakcija. Razlika između fuzije i fisije je u tome, što kod fuzije nema lančane reakcije. 
Na osnovu nuklearne fuzije sagrađena je vodikova ili H bomba. U toj bombi vrši se fuzija jezgre teškog vodika deuterija 2H i tricija 3H, pa nastaje jezgra helija 4He i neutron 1n, to jest:
{\displaystyle \mathrm {_{1}^{2}H+_{1}^{3}H\rightarrow _{2}^{4}He+_{0}^{1}n} }
Visoka temperatura potrebna za izvršenje termonuklearne reakcije, stvara se nuklearnom fisijom koja se također zbiva u vodikovoj bombi.